# Andreï Zoubkov
Andreï Vladimirovitch Zoubkov (en russe : Андрей Владимирович Зубков) est un joueur russe de volley-ball né le 13 juillet 1981. Il mesure 2,01 m et joue passeur.

## Clubs
| Club                   | De        | À         |
| ---------------------- | --------- | --------- |
| Oural Oufa             | 1998-1999 | 2002-2003 |
| MGTU Moscou            | 2003-2004 | 2006-2007 |
| Dinamo Krasnodar       | 2007-2008 | 2008-2009 |
| Dinamo Moscou          | 2009-2010 | 2009-2010 |
| Lokomotiv Novossibirsk | 2010-2011 | ...       |

## Palmarès
- Championnat du monde des moins de 19 ans (1)
  - Vainqueur : 1999
- Ligue des champions (1)
  - Vainqueur : 2013
  - Finaliste : 2010
- Coupe de Russie (1)
  - Vainqueur : 2011
  - Finaliste : 1999, 2010
- Supercoupe de Russie (1)
  - Vainqueur : 2009